# دوتاک
دوتاک (به بلغاری: Devetak) یک منطقهٔ مسکونی در بلغارستان است که در استان بورگاس واقع شده‌است.